# Bolțun
Bolțun è un comune della Moldavia situato nel distretto di Nisporeni di 1.062 abitanti al censimento del 2004